# Gustav Kirchhoff
Gustav Robert Kirchhoff (12. března 1824 Königsberg, Prusko – 17. října 1887 Berlín) byl německý fyzik, který se zabýval především elektřinou a spektroskopií.

## Život
Kirchhoffovým profesorem byl Carl Friedrich Gauss. V roce 1847 vyjádřil matematickou formou poučky o rozdělení elektrického proudu ve vícevětvých elektrických obvodech prostřednictvím prvních dvou tzv. Kirchhoffových zákonů, které jsou základními vztahy, pomocí nichž se řeší elektrické obvody. Od roku 1854 byl profesorem fyziky na univerzitě v Heidelbergu.
V roce 1859 dokázal zákon o vztahu mezi emisí a absorpcí světla. Spolu s Robertem Bunsenem rozvinuli metodu spektrální analýzy. Touto metodou je možné určit složení hvězd. V letech 1860–1861 pomocí spektrální analýzy objevili dva nové chemické prvky (cesium a rubidium).
Kirchhoff dále definoval pojem černého tělesa a ukázal principiální význam úlohy určit jeho spektrum. Při studiu tepelného záření Kirchhoff zjistil, že v každé dutině obklopené stejně teplými tělesy vznikne univerzální záření (záření černého tělesa) závislé jen na teplotě stěn, ne však na jejich druhu, a že na toto dutinové záření lze vztáhnout intenzitu vyzařování jakéhokoliv tělesa, jsou-li známy jeho absorpce a index lomu.
V roce 1874 vydal Gustav Kirchhoff Přednášky o mechanice. Dílo začíná větou: „Mechanika je věda o pohybu, úkolem této vědy je popsat pohyby, k nimž dochází v přírodě, úplně a co nejjednodušším způsobem“. V mechanice učinil předpoklady pro vznik Kirchhoff–Loveho teorie, která popisuje chování desek za ohybu a je rozšířením Bernoulli-Navierovy hypotézy.

## Ocenění
Jeho jméno nese měsíční kráter Kirchhoff a asteroid (10358) Kirchhoff, stejně jako „Kirchhoff-Institut für Physik“ (KIP) Heidelberské univerzity. 15. února 1974 vydala Deutsche Bundespost k příležitosti 150. výročí narození zvláštní poštovní známku.
V roce 1875 se stal členem Královské společnosti. S Robertem Bunsenem se v roce 1877 stali prvními držiteli Davyho medaile.